# 国母駅
国母駅（こくぼえき）は、山梨県中巨摩郡昭和町西条にある、東海旅客鉄道（JR東海）身延線の駅である。
リニアモーターカー方式中央新幹線の駅候補地の一つとして、当駅周辺から同じ身延線市川大門駅周辺までの間が挙げられていた。

## 歴史
- 1928年（昭和3年）3月30日：市川大門・甲府間の開通時に、富士身延鉄道の駅（一般駅）として開設[1][2]。
- 1938年（昭和13年）10月1日：鉄道省（国鉄の前身）が借上げ[1][2]。
- 1941年（昭和16年）5月1日：国有化、鉄道省身延線の駅となる[1]。
- 1960年（昭和35年）11月1日：貨物取扱廃止[2]。
- 1972年（昭和47年）9月20日：荷物扱い廃止[2]。
- 1983年（昭和58年）6月1日：無人駅化[3]。
- 1987年（昭和62年）4月1日：国鉄分割民営化に伴い、JR東海の駅となる[1][2]。
- 2025年（令和7年）10月1日：ICカード「TOICA」の利用が可能となる（予定）[4][5]。

## 駅構造
島式ホーム1面2線を有する地上駅。のりばは駅舎側から1・2番線で、1番線に甲府方面列車が、2番線に富士方面列車が発着する。この他に駅甲斐住吉方から側線が1本分岐している。無人駅（南甲府駅管理）。
ホーム常永方端はスロープとなっており、ここから遮断機・警報機付構内踏切が北側の駅舎へ延びている。駅は昭和町と甲府市の境にありホームの大部分は甲府市に入っているが、駅舎がぎりぎりで昭和町に入っているので所在地は昭和町となっている。
駅舎はコンクリート造りで簡易なもの。内部には待合所の他小さな窓口があるが無人駅なのでシャッターが下りたままになっている。また、自動券売機等の設置は無いためこの駅で切符を購入することは出来ないが、毎年8月7日に市川三郷町で神明の花火大会が開催される時に限ってこの窓口で乗車券を購入することが可能。この駅舎は1999年（平成11年）8月に出来た2代目で、この駅舎を建設する前は開業当初からの木造駅舎を有していた。

### のりば
| 番線 | 路線      | 方向 | 行先           |
| ---- | --------- | ---- | -------------- |
| 1    | CC 身延線 | 下り | 甲府方面       |
| 2    | CC 身延線 | 上り | 身延・富士方面 |

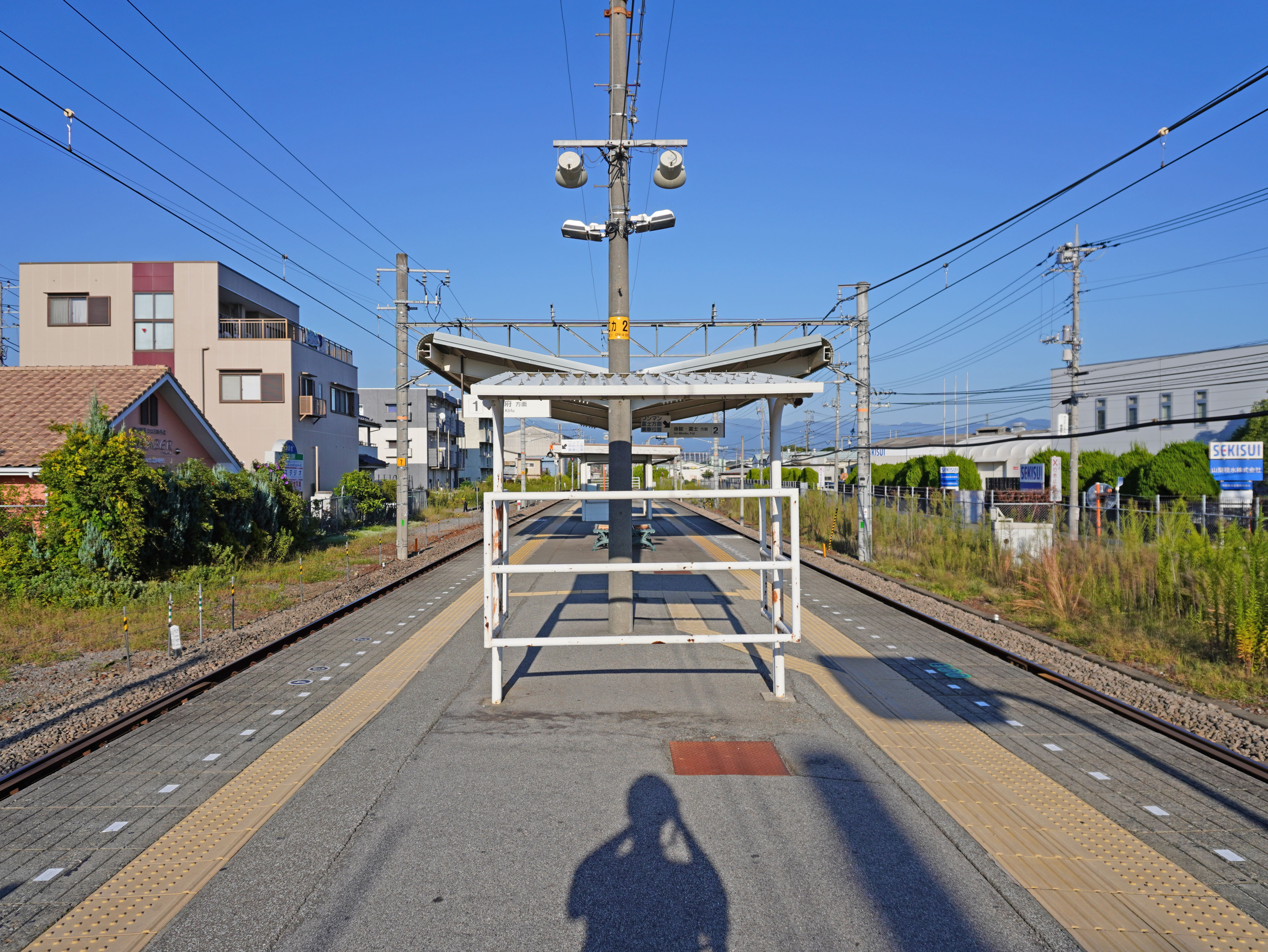
ホーム（2022年10月）
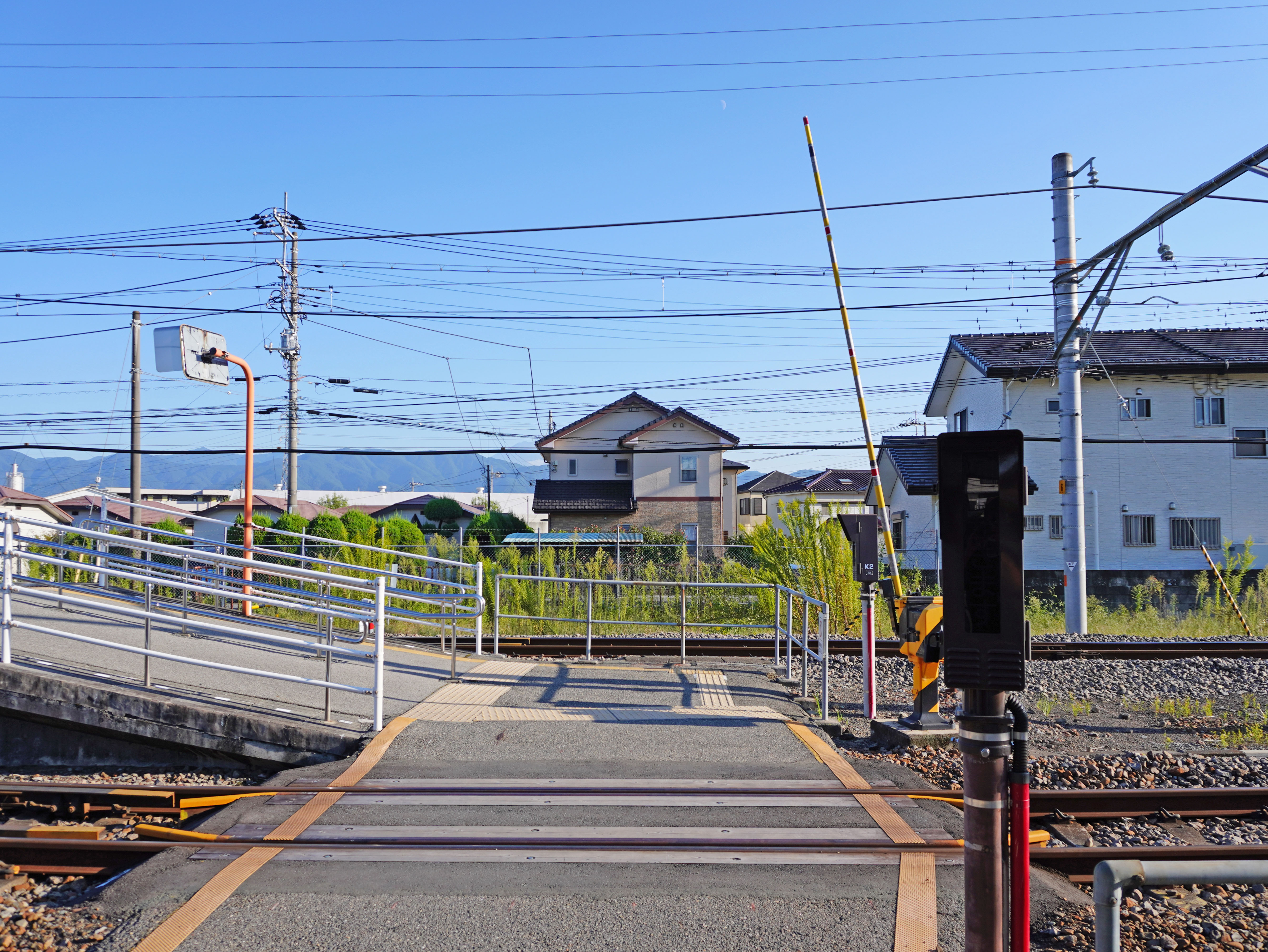
構内踏切（2022年10月）

## 利用状況
1日平均乗車人員は以下の通り。
| 乗車人員推移 | 乗車人員推移 |
| 年度         | 1日平均人数  |
| ------------ | ------------ |
| 2006         | 313          |
| 2007         | 343          |
| 2008         | 373          |
| 2009         | 351          |
| 2010         | 356          |
| 2011         | 340          |
| 2012         | 351          |
| 2013         | 385          |
| 2014         | 410          |
| 2015         | 426          |
| 2016         | 438          |
| 2017         | 429          |
| 2018         | 426          |

## 駅周辺
上記の通りこの駅は昭和町と甲府市の境にある。駅名となった国母の地名も甲府市のものである。
1970年代に駅の近くに国母工業団地が形成された。周囲は甲府市南郊の住宅地であるが駅の南500m程の所には工場が多数存在している。
駅前には国母観光自動車タクシー乗り場がありタクシーが客を待っていることもある。

### アクロスプラザ国母
駅近くにある大和ハウスグループが運営する複合商業施設。主要テナントは以下の通り
- オギノ国母店
- マクドナルド国母店
- サンドラッグ国母店
- メガネスーパー甲府SC店

### その他の駅周辺
- 国母駅前郵便局
- 甲府市立大国小学校
- 甲府市立上条中学校
- ケーヨーD2 国母店
- カインズホーム 甲府昭和店
- スーパーオートバックス甲府
- 山梨信用金庫 国母支店
- 中央自動車道 甲府昭和インターチェンジ
- 昭和バスストップ（徒歩15分、中央高速バスが運行している）
- 国道20号（甲府バイパス）
- 甲府市中央卸売市場（平成23年4月1日より甲府市地方卸売市場に転換）
- 国母工業団地
- MEGAドン・キホーテ 甲府店
- イトーヨーカドー 甲府昭和店

## バス路線
駅前のロータリーにバスを止めるスペースが無いことと道が手狭のため、路線バスは入ってこない。しかし、駅前の道から少し進むと2つ信号があるが、2つ目の信号の周辺に「国母駅入口」停留所がある。停留所には、山梨交通（敷島営業所、鰍沢営業所）が運行する路線バスが発着する。
- 53：県立中央病院 / 鰍沢営業所
- 56：敷島営業所 / 山梨大学医学部附属病院

## 隣の駅
東海旅客鉄道（JR東海）
CC 身延線
常永駅 - 国母駅 - 甲斐住吉駅